# 限界非効用
限界非効用（げんかいひこうよう）とは、苦痛ないし負の満足感の限界的増加分であり、全部効用の限界的増加分である限界効用と対をなす概念である。

## 限界非効用の原因
通常、財貨・サービスは何らかの形で各個人に満足感を与えるものであることから、限界効用が負になることは考えられない。しかしながら余暇の減少を伴う労働供給や煤煙、粉塵、騒音などの負の公共財については、限界非効用が問題になる。ただし、一般に経済学では、労働供給時間ではなく余暇時間を財と見做す、あるいは煤煙や粉塵ではなく健康的な環境を財と見做すなどのように、負の効用となるものではなく、対となる財を用いて考える。
マルクス経済学では、労働における自己実現を妨げるものとして、ラテン語のalienato(他人のものにする)に由来する疎外された労働が語られている。